# Copromorphoidea
Copromorphoidea, ahora considerada Carposinoidea, es una superfamilia del lepidópteros del clado Ditrysia. Son de tamaño pequeño a mediano de 12 a 37 mm de envergadura. Tienen alas anchas y se asemejan a las superfamilias Tortricoidea e Immoidea. La posición taxonómica de este grupo es incierta.

## Alimentación
Las larvas se alimentan en una variedad de plantas incluyendo a algunas gimnospermas y angiospermas de las familias Ericaceae, Moraceae (Ficus) y Berberidaceae, entre otras.

## Distribución
Copromorphoidea es de distribución mundial excepto el noroeste de la región  paleártica. Es principalmente de zonas tropicales.